# Geichlingen
Geichlingen  là một đô thị ở huyện Bitburg-Prüm, trong bang Rheinland-Pfalz, phía tây nước Đức. Đô thị Geichlingen có diện tích 3,32 km², dân số thời điểm ngày 30 tháng 6 năm 2006 là 383 người.